# Campionatul Internațional de Scrimă din 1923
Campionatul Internațional de Scrimă din 1923 s-a desfășurat la Haga, Olanda.

## Rezultate

### Masculin
| Probă               | Aur                  | Argint              | Bronz                        |
| Spadă la individual | Wouter Brouwer (NED) | Arie de Jong (NED)  | Roger Ducret (FRA)           |
| Sabie la individual | Arie de Jong (NED)   | Marc Perrodon (FRA) | Henri Wijnoldy-Daniëls (NED) |

## Clasament pe medalii
| Loc   | Țară          | Aur | Argint | Bronz | Total |
| ----- | ------------- | --- | ------ | ----- | ----- |
| 1     | Țările de Jos | 2   | 1      | 1     | 4     |
| 1     | Franța        | 0   | 1      | 1     | 2     |
| Total | Total         | 2   | 2      | 2     | 6     |